# Titanic De Luxe
El Titanic De Luxe Beach & Resort Hotel Antalya es un hotel 5 estrellas que se encuentra en Antalya,  Lara, provincia de Antalya, Turquía. Pertenece a la cadena hotelera Titanic.
Ofrece tratamientos de spa y, además, 14 restaurantes. Tiene una zona de piscina al aire libre con toboganes de agua. Cada habitación tiene aire acondicionado y grandes ventanas con vistas a la playa o al mar.
También hay un campo de fútbol, 4 pistas de tenis y una pista de baloncesto. 
Se encuentra a una distancia de 10 km hasta el centro de la ciudad y a menos de 15 km del Aeropuerto de Antalya.